# Condado de Hutchinson (Dakota del Sur)
El condado de Hutchinson (en inglés: Hutchinson County, South Dakota), fundado en 1862, es uno de los 66 condados en el estado estadounidense de Dakota del Sur. En el 2000 el condado tenía una población de  8075 habitantes en una densidad poblacional de 2 personas por km². La sede del condado es Olivet.

## Geografía
Según la Oficina del Censo, el condado tiene un área total de 2109 km² (814,3 mi²), de la cual 2105 km² (812,7 mi²) es tierra y 4 km² (1,5 mi²) es agua.

### Condados adyacentes
- Condado de Hanson - norte
- Condado de McCook - noreste
- Condado de Turner - este
- Condado de Yankton - sureste
- Condado de Bon Homme - sur
- Condado de Charles Mix - suroeste
- Condado de Douglas - oeste
- Condado de Davison - noroeste

## Demografía
En el 2000 la renta per cápita promedia del condado era de $30 026, y el ingreso promedio para una familia era de $37 715. El ingreso per cápita para el condado era de $15 922. En 2000 los hombres tenían un ingreso per cápita de $25 654 versus $18 141 para las mujeres. Alrededor del 13.00% de la población estaba bajo el umbral de pobreza nacional.
| 1900   | 1910   | 1920   | 1930   | 1940   | 1950   | 1960   | 1970   | 1980 | 1990 | 2000 | Est. 2008 |
| ------ | ------ | ------ | ------ | ------ | ------ | ------ | ------ | ---- | ---- | ---- | --------- |
| 11 897 | 12 319 | 13 475 | 13 904 | 12 668 | 11 423 | 11 085 | 10 379 | 9350 | 8262 | 8075 | 7250      |

## Ciudades y pueblos
- Dimock
- Freeman
- Kaylor
- Menno
- Milltown
- Olivet
- Parkston
- Tripp

## Mayores autopistas
| - Carretera de U.S. 18 - Carretera de U.S. 81 - Carretera Dakota del Sur 25 - Carretera Dakota del Sur 37 | - Carretera Dakota del Sur 44 |